# Гаель Какута
Гаель Какута (фр. Gaël Kakuta, нар. 21 червня 1991, Лілль) — французький футболіст, півзахисник, нападник китайського клубу «Хебей Чайна Фортун».
Грав за молодіжну збірну Франції.

## Клубна кар'єра
Народився 21 червня 1991 року в місті Лілль. Вихованець юнацьких команд футбольних клубів та «Лілль-Мулен», «Ланс», та «Челсі».
У дорослому футболі дебютував 2009 року виступами за команду клубу «Челсі», в якій провів два сезони, взявши участь лише у 6 матчах чемпіонату. За цей час виборов титул чемпіона Англії, ставав володарем Кубка Англії.
Згодом з 2011 по 2014 рік грав на умовах оренди у складі команд клубів «Фулгем», «Болтон Вондерерз», «Діжон», «Вітесс» та «Лаціо».
До складу клубу «Райо Вальєкано» приєднався 2014 року також як орендований гравець. Дебютував у Примері за мадридський клуб 26 серпня 2014 року в матчі проти мадридського «Атлетіко».

## Виступи за збірні
2006 року дебютував у складі юнацької збірної Франції, взяв участь у 44 іграх на юнацькому рівні, відзначившись 15 забитими голами.
Протягом 2010–2011 років  залучався до складу молодіжної збірної Франції. На молодіжному рівні зіграв у 29 офіційних матчах.

## Статистика виступів

### Статистика клубних виступів
| Сезон             | Команда           | Чемпіонат         | Чемпіонат | Чемпіонат | Національний кубок | Національний кубок | Національний кубок | Континентальні кубки | Континентальні кубки | Континентальні кубки | Інші змагання | Інші змагання | Інші змагання | Усього | Усього |
| Сезон             | Команда           | Ліга              | Ігор      | Голів     | Ліга               | Ігор               | Голів              | Ліга                 | Ігор                 | Голів                | Ліга          | Ігор          | Голів         | Ігор   | Голів  |
| ----------------- | ----------------- | ----------------- | --------- | --------- | ------------------ | ------------------ | ------------------ | -------------------- | -------------------- | -------------------- | ------------- | ------------- | ------------- | ------ | ------ |
| 2009–10           | Челсі             | ПЛ                | 1         | 0         | КА+КЛ              | 1+1                | 0+0                | ЛЧ                   | 1                    | 0                    | СК            | 0             | 0             | 4      | 0      |
| 2010–11           | Челсі             | ПЛ                | 5         | 0         | КА+КЛ              | 1+1                | 0+0                | ЛЧ                   | 5                    | 0                    | СК            | 0             | 0             | 12     | 0      |
| Усього Челсі      | Усього Челсі      | Усього Челсі      | 6         | 0         |                    | 4                  | 0                  |                      | 6                    | 0                    |               | -             | -             | 16     | 0      |
| 2011              | Фулгем            | ПЛ                | 7         | 1         | КА+КЛ              | 0+0                | 0+0                | ЛЄ                   | 0                    | 0                    | -             | -             | -             | 7      | 1      |
| 2011–12           | Болтон            | ПЛ                | 4         | 0         | КА+КЛ              | 0+2                | 0+1                | -                    | -                    | -                    | -             | -             | -             | 6      | 1      |
| 2012              | Діжон             | Л1                | 14        | 4         | КФ+КЛ              | 2+0                | 1+0                | -                    | -                    | -                    | -             | -             | -             | 16     | 5      |
| 2012–13           | Вітесс            | ЕД                | 22        | 1         | КГ                 | 4                  | 0                  | -                    | -                    | -                    | -             | -             | -             | 26     | 1      |
| 2013–14           | Вітесс            | ЕД                | 12        | 1         | КГ                 | 1                  | 2                  | ЛЄ                   | 1                    | 0                    | -             | -             | -             | 14     | 3      |
| Усього Вітесс     | Усього Вітесс     | Усього Вітесс     | 34        | 2         |                    | 5                  | 2                  |                      | 1                    | 0                    |               | -             | -             | 40     | 4      |
| 2014              | Лаціо             | СA                | 1         | 0         | КІ                 | 0                  | 0                  | ЛЄ                   | 1                    | 0                    | -             | -             | -             | 2      | 0      |
| 2014–15           | Райо Вальєкано    | ПД                | 2         | 0         | КІ                 | 0                  | 0                  | -                    | -                    | -                    | -             | -             | -             | 1      | 0      |
| Усього за кар'єру | Усього за кар'єру | Усього за кар'єру | 68        | 7         |                    | 13                 | 4                  |                      | 8                    | 0                    |               | -             | -             | 88     | 11     |

## Титули і досягнення

### Командні
- Чемпіон Англії (1):

«Челсі»:  2009–10
- Володар Кубка Англії (1):

«Челсі»:  2009–10
- Чемпіон Європи (U-19) (1):

Франція U-19 : 2010

### Особисті
Найкращий гравець Чемпіонату Європи (U-19): 2010